# Sovjetskaja Gavan
Sovjetskaja Gavan (Russisch: Советская Гавань; "Sovjethaven") is een stad in de Russische kraj Chabarovsk en het bestuurlijk centrum van het gelijknamige gemeentelijke district Sovjetsko-Gavanski.
De havenstad ligt aan de zuidelijke oever van de Sovjetskaja Gavanbaai (onderdeel van de Tatarensont), waar deze de Joego-Zapadnajabocht vormt. De stad situeert zich op 640 kilometer ten oosten van Chabarovsk, 510 kilometer ten oosten van Komsomolsk aan de Amoer en 32 kilometer ten zuiden van de havenplaats Vanino.
Het is ook het eindpunt van de oostelijke aftakking van de Baikal-Amoerspoorweg (BAM). De stad wordt gerekend tot de plaatsen met gelijksoortige condities als in het Hoge Noorden en telde ongeveer 30.000 inwoners bij de volkstelling van 2002.
In de buurt van Sovjetskaja Gavan en Vanino ligt Vliegbasis Kamenny Roetsjej, een van de grootste luchtmachtbases van Rusland, alsook de Vliegbasis Majgatka. Nederzettingen met stedelijk karakter rondom Sovjetskaja Gavan, die ook tot het gemeentelijke district Sovjetsko-Gavanski worden gerekend, zijn Lososina, Zavety Iljitsja en Majski.

## Geschiedenis
De baai, waaraan Sovjetkakaj Gavan ligt en onderdeel vormde van de gebieden die door de Orotsjen werden bewoond, werd op 23 mei 1853 ontdekt door luitenant Nikolaj Bosjnjak die voer op het schip Nikolaj van de Russisch-Amerikaanse Compagnie en werd Hadjibaai genoemd. De baai bleek zeer geschikt als natuurlijke haven (volgens de Russen een van de "beste ter wereld") en op 4 augustus 1853 stichtte kapitein Gennadi Nevelskoj daarop als vesting tegen de Japanners op Sachalin hier een militaire post, die hij vernoemde naar grootvorst Constantijn; Konstantina post (volledige naam "Militaire post van zijne keizerlijke hoogheid generaal-admiraal grootvorst Konstantin"; военный его императорского высочества генерал-адмирала великого князя Константина пост). De baai werd door Nevelskoj hernoemd tot Imperatorskaja Gavan ("Keizershaven") naar de toen regerende tsaar-keizer Nicolaas I. Bosjnjak werd aangesteld als bevelhebber over de post, die de naam Imperatorskaja Gavan kreeg en de eerste Russische nederzetting aan de baai vormde. Nadat de militaire post een tijdlang werd verlaten, groeide deze vanaf 1907 uit tot het belangrijkste centrum voor houtbewerking en houthandel van het Russische Verre Oosten, toen concessies werden verleend aan de Australische houtbouwcorporatie Sley-Mour (Russisch: Слей-Мур). In 1913 bestonden er reeds drie nederzettingen rond de baai; Lososina, Majatsjnaja en Japonskaja (dat later werd hernoemd tot Koeriksja).
In 1922, tegen het einde van de Russische Burgeroorlog, werden de baai en de plaats door de bolsjewieken veroverd, van hun adellijke namen ontdaan en respectievelijk hernoemd tot Sovjetskaja Gavanbaai en Sovjetskaja Gavan. In de jaren 30 verrees een scheepsreparatiewerf en in 1937 kreeg de haven een drijvend dok voor schepen tot 5000 ton, waarmee dat jaar wordt gezien als het stichtingsjaar van de haven. In de haven werd het Noordelijke Grote Oceaanflottielje geformeerd, het begin van een lange aanwezigheid van de Russische marine in de haven. De Russische marine gebruikte de haven daarop voor het afbouwen van schepen, die daarvoor in Komsomolsk aan de Amoer waren gebouwd. Daarnaast vormde de haven in de hoogtijdagen van de Koude Oorlog een ligplaats voor oorlogsschepen als kruisers, torpedoboten, fregatten, kustwachtschepen en onderzeeboten.
Sovjetskaja Gavan kreeg de stadsstatus op 18 januari 1941. Tijdens de Tweede Wereldoorlog werd vanuit Komsomolsk aan de Amoer begonnen met de aanleg van een spoorlijn van Komsomolsk aan de Amoer naar Sovjetskaja Gavan, waarbij honderdduizenden mensen, waaronder ook veel gevangenen, werden ingezet en waarvoor de exploratiewerkzaamheden al in 1926 waren uitgevoerd. De lijn werd geopend in 1945 en meteen ook ingezet voor het transport van duizenden soldaten voor de herovering van Sachalin op de Japanners tijdens Operatie Augustusstorm. Van 1950 tot 1953 bevond het bestuur van hervormingswerkkamp Stroitelstvo 508 zich in de stad en van 1953 tot 1954 haar opvolger de Oelminlag. De eerste afdeling van de Goelag vormde gedurende de eerste jaren onderdeel van de GOELZJDS; de werkkampen voor spoorwegaanleg, in dit geval de oostelijke aftakking van de BAM vanaf Komsomolsk aan de Amoer. De BAM zelf zou echter pas in de jaren 80 gereed komen.
In 1958 werd het noordelijk deel van de stad, liggend aan de Vaninobocht, afgesplitst onder de naam Vanino.
In de jaren 90 werd de haven omgevormd van een vooral militaire haven van de Pacifische Vloot naar een handelshaven en daarmee ook opengesteld voor buitenlandse schepen.

## Economie
De economie van de stad is gericht op de havenindustrie. De stad heeft een diepzeehaven en een vissershaven, waar zich visverwerkende industrie, scheepsbouw en scheepsreparatiewerven bevinden. Sinds de openstelling van de haven van Vanino in de jaren zeventig, dat ook een spoorpont heeft met Sachalin, heeft de haven van Sovjetskaja Gavan echter enigszins aan belang ingeboet. In de stad bevindt zich ook enige bosbouw.
Tot de jaren 90 vormde Sovjetskaja Gavan een van de belangrijkste bases vanwaaruit de Pacifische Vloot opereerde. Vliegbasis Kamenny Roetsjej vormt onderdeel van deze vloot.

## Cultuur
Sinds 1966 bevindt zich een streekmuseum in de stad.
| 1959   | 1970   | 1979   | 1989   | 2002   |
| ------ | ------ | ------ | ------ | ------ |
| 25.700 | 28.500 | 29.000 | 34.915 | 30.480 |